# Acacia midgleyi
Acacia midgleyi é uma espécie de leguminosa do gênero Acacia, pertencente à família Fabaceae.